# 2018 în științifico-fantastic
- 2017 în științifico-fantastic — 2018 în științifico-fantastic — 2019 în științifico-fantastic

2018 în științifico-fantastic implică o serie de evenimente:

## Decese

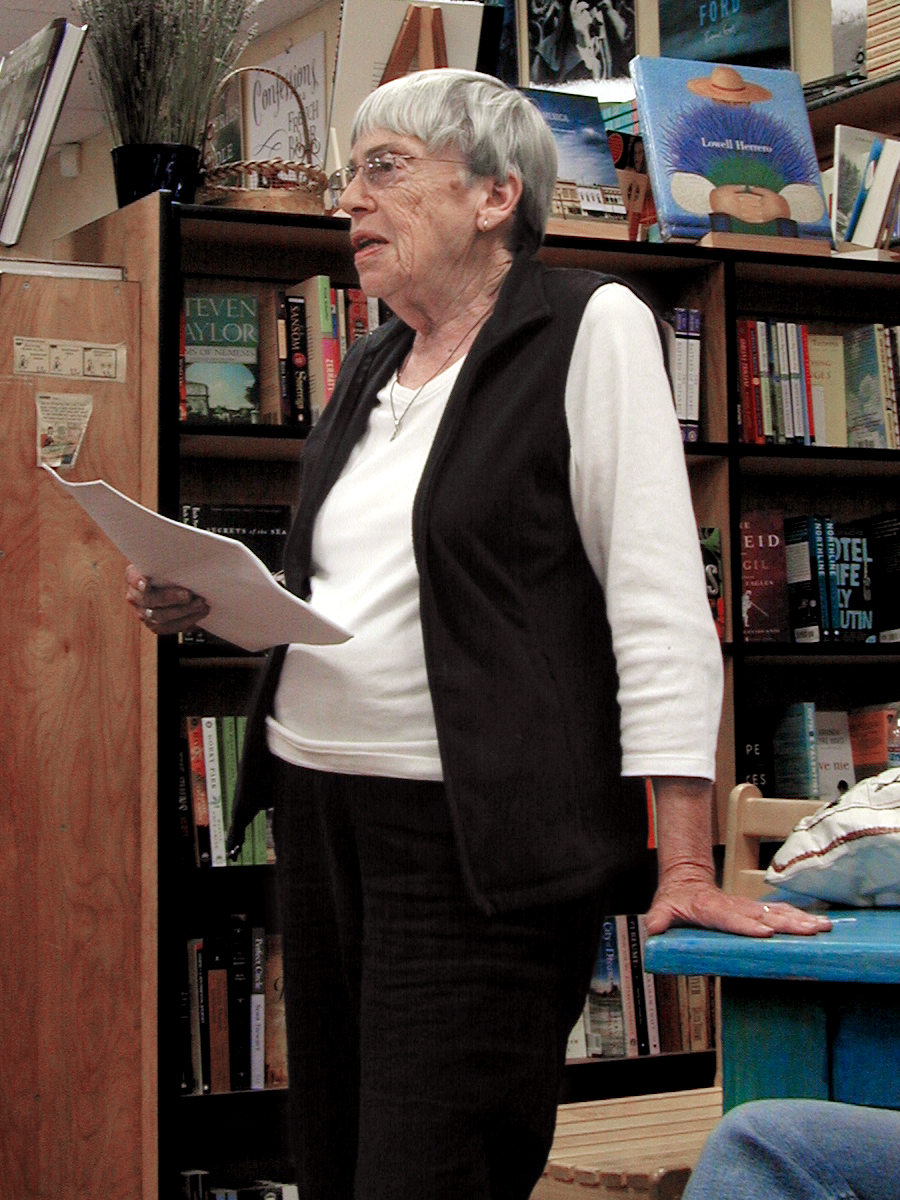
Ursula K Le Guin în 2018

- 22 ianuarie : Ursula K. Le Guin, scriitoare americană, decedat la 88 ani.
- 6 februarie : John Anthony West, scriitor american, decedat la 85 ani.
- 13 februarie : Victor Milán, scriitor american, decedat la 64 ani.
- 3 martie : Daniel Walther, scriitor francez, decedat la 77 ani.
- 6 martie : Peter Nicholls, scriitor australian, decedat la 78 ani.
- 8 martie : Kate Wilhelm, scriitor american, decedat la 89 ani.
- 11 martie : Mary Rosenblum, scriitor american, decedat la 65 ani.
- 19 martie : David Bischoff, scriitor american, decedat la 66 ani.
- 27 mai : Gardner R. Dozois, scriitor american, decedat la 70 ani.
- 28 iunie : Harlan Ellison, scriitor american, decedat la 84 ani.
- 9 august : Martin Lessard, scriitor canadian, decedat la 46 ani.
- 29 octombrie : Dave Duncan, scriitor canadian, decedat la 85 ani.

## Cărți
- Artificial Condition de Martha Wells
- Ball Lightning de Liu Cixin
- The Calculating Stars de Mary Robinette Kowal
- The Consuming Fire de John Scalzi
- The Freeze-Frame Revolution de  Peter Watts
- Head On de John Scalzi
- Luna: Moon Rising de Ian McDonald
- Mutiny at Vesta de R.E. Stearns
- Record of a Spaceborn Few de Becky Chambers
- Space Opera de Catherynne M. Valente
- Thrawn: Alliances de  Timothy Zahn

## Filme
- Solo: O Poveste Star Wars de Ron Howard
- Annihilation de Alex Garland.
- Darkest Minds : Rébellion de Jennifer Yuh Nelson.
- Future World de James Franco și Bruce Thierry Chung.
- Jurassic World: Fallen Kingdom de Juan Antonio Bayona.
- Maze Runner: The Death Cure de Wes Ball.
- Pacific Rim Uprising de Steven S. DeKnight.
- The Predator de Shane Black.
- Ready Player One de Steven Spielberg.
- Titan de Lennart Ruff.

## Seriale TV
- 100, sezonul 5.
- 3%, sezonul 2.
- Altered Carbon, sezonul 1.
- Counterpart, sezonul 1
- The Expanse, sezonul 3.
- Final Space, sezonul 1.
- Killjoys, sezonul 4.
- Origin, sezonul  1.
- Pierduți în spațiu, sezonul 1.
- Westworld, sezonul 2.
- X-Files, sezonul 11.
- Z Nation, sezonul 5.

## Jocuri video
- Assassin's Creed Odyssey
- BattleTech
- Destiny 2: Forsaken
- Detroit: Become Human
- Fallout 76
- Fallout: New California
- Far Cry 5
- Frostpunk
- Iconoclasts
- Into the Breach
- Quake Champions
- Spider-Man
- Star Citizen
- Starlink: Battle for Atlas
- We Happy Few
- Xenoblade Chronicles 2: Torna – The Golden Country

## Premii
Premiul Saturn
- Cel mai bun film SF:

Premiul Nebula pentru cel mai bun roman
Premiul Hugo pentru cel mai bun romanThe Stone Sky de N. K. Jemisin
Premiul Locus pentru cel mai bun romanThe Collapsing Empire de John Scalzi